# Тождество Вандермонда
Тождество Вандермонда (или свёртка Вандермонда) — это следующее тождество для биномиальных коэффициентов:
{\displaystyle {m+n \choose r}=\sum _{k=0}^{r}{m \choose k}{n \choose r-k}}
для любых неотрицательных целых чисел r, m, n.  Тождество названо именем  Александра Теофила Вандермонда (1772), хотя оно было известно ещё в 1303 китайскому математику Чжу Шицзе. См. статью Аскея по истории тождества.
Существует q-аналог этой теоремы, называющийся q-тождеством Вандермонда.
Тождество Вандермонда можно обобщить множеством способов, включая тождество 
{\displaystyle {n_{1}+\dots +n_{p} \choose m}=\sum _{k_{1}+\cdots +k_{p}=m}{n_{1} \choose k_{1}}{n_{2} \choose k_{2}}\cdots {n_{p} \choose k_{p}}}.

## Доказательства

### Алгебраическое доказательство
В общем случае для произведения двух многочленов степеней m и n имеет место формула
{\displaystyle {\biggl (}\sum _{i=0}^{m}a_{i}x^{i}{\biggr )}{\biggl (}\sum _{j=0}^{n}b_{j}x^{j}{\biggr )}=\sum _{r=0}^{m+n}{\biggl (}\sum _{k=0}^{r}a_{k}b_{r-k}{\biggr )}x^{r},}
где используем соглашение, что ai = 0 для всех целых чисел i > m и bj = 0 для всех целых j > n. Согласно  биному Ньютона,
{\displaystyle (1+x)^{m+n}=\sum _{r=0}^{m+n}{m+n \choose r}x^{r}.}
Используем формулу бинома Ньютона также для степеней m и n, а затем вышеприведённую формулу для произведения многочленов, получаем
{\displaystyle {\begin{aligned}\sum _{r=0}^{m+n}{m+n \choose r}x^{r}&=(1+x)^{m+n}\\&=(1+x)^{m}(1+x)^{n}\\&={\biggl (}\sum _{i=0}^{m}{m \choose i}x^{i}{\biggr )}{\biggl (}\sum _{j=0}^{n}{n \choose j}x^{j}{\biggr )}\\&=\sum _{r=0}^{m+n}{\biggl (}\sum _{k=0}^{r}{m \choose k}{n \choose r-k}{\biggr )}x^{r},\end{aligned}}}
где  вышеупомянутые соглашения о коэффициентах многочленов согласуются с определением биномиальных коэффициентов, поскольку дают нуль для всех {\displaystyle i>m}  и {\displaystyle j>n}.
Сравнивая коэффициенты при xr, получаем тождество Вандермонда для всех целых r с {\displaystyle 0\leqslant r\leqslant m+n}. Для больших значений r обе стороны тождества Вандермонда равны нулю согласно определению биномиальных коэффициентов.

### Комбинаторное доказательство
Тождество Вандермонда допускает также комбинаторное доказательство при помощи двойного подсчёта.
Предположим, что комитет состоит из m мужчин и n женщин.  Сколькими способами можно сформировать подкомитет из r членов?  Ответом является
{\displaystyle {m+n \choose r}.}
Это число является суммой по всем возможным значениям k числа комитетов, состоящим из k мужчин и {\displaystyle r-k} женщин:
{\displaystyle \sum _{k=0}^{r}{m \choose k}{n \choose r-k}.}

### Геометрическое доказательство
Возьмём прямоугольную решётку  из r x (m+n-r) квадратов. Существует
{\displaystyle {\binom {r+(m+n-r)}{r}}={\binom {m+n}{r}}}
путей, начинающихся с нижнего левого угла и кончающихся в верхнем правом углу, двигаясь только вправо и вверх (в результате имеем r переходов вправо и m+n-r переходов вверх (или наоборот) в любом порядке, а всего переходов будет m+n). Обозначим нижний левый угол через (0,0).
Существует {\displaystyle {\binom {m}{k}}} путей, начинающихся в (0,0) и кончающихся в (k,m-k), поскольку должно быть сделано k правых переходов и m-k переходов вверх (длина пути будет равна m). Аналогично, имеется {\displaystyle {\binom {n}{r-k}}} путей, начинающихся в (k,m-k) и кончающихся в (r,m+n-r), как результат r-k переходов вправо и (m+n-r)-(m-k) движений вверх, длина пути будет равна r-k + (m+n-r)-(m-k) = n. Таким образом, имеется
{\displaystyle {\binom {m}{k}}{\binom {n}{r-k}}}
Путей, начинающихся в (0,0), кончающихся в (r, m+n-r) и проходящих через (k, m-k). Этот набор путей является подмножеством всех путей, начинающихся в (0,0) и заканчивающихся в (r, m+n-r), так что сумма от k=0 до k=r (поскольку точка (k, m-k) должна лежать внутри прямоугольника) даст полное число путей, начинающихся в (0,0) и завершающихся в (r, m+n-r).

## Обобщения

### Обобщённое тождество Вандермонда
Можно обобщить тождество Вандермонда следующим образом:
{\displaystyle \sum _{k_{1}+\cdots +k_{p}=m}{n_{1} \choose k_{1}}{n_{2} \choose k_{2}}\cdots {n_{p} \choose k_{p}}={n_{1}+\dots +n_{p} \choose m}}.
Это тождество можно получить с помощью алгебраического вывода (как выше) при использовании более двух многочленов, или через обычный двойной подсчёт.
С другой стороны, можно выбрать {\displaystyle \textstyle k_{1}} элементов из первого множества из {\displaystyle \textstyle n_{1}} элементов, затем выбрать {\displaystyle \textstyle k_{2}} элементов из другого множества, и так далее, для всех {\displaystyle \textstyle p} таких множеств, пока не будет выбрано {\displaystyle \textstyle m} элементов из {\displaystyle \textstyle p} множеств.  Таким образом, выбирается {\displaystyle \textstyle m} элементов из  {\displaystyle \textstyle n_{1}+\dots +n_{p}} в левой части тождества, что в точности совпадает с тем, что делается в правой части.

### Тождество Чжу — Вандермонда
Тождество обобщается на нецелочисленные аргументы.  В этом случае тождество известно как Тождество Чжу — Вандермонда (см. статью Аскея) и принимает вид
{\displaystyle {s+t \choose n}=\sum _{k=0}^{n}{s \choose k}{t \choose n-k}}
для комплексных чисел s и t общего вида и неотрицательных целых n.  Тождество можно доказать по аналогии с доказательством выше с помощью умножения биномиальных рядов для {\displaystyle (1+x)^{s}} и {\displaystyle (1+x)^{t}} и сравнения членов с биномиальными рядами для {\displaystyle (1+x)^{s+t}}.
Это тождество можно переписать в терминах убывающих символов Похгаммера
{\displaystyle (s+t)_{n}=\sum _{k=0}^{n}{n \choose k}(s)_{k}(t)_{n-k}}
В этом виде тождество ясно распознаётся как теневой вариант бинома Ньютона (о других теневых вариантах бинома Ньютона см. Последовательность многочленов биномиального типа).  Тождество Чжу — Вандермонда можно рассматривать также как частный случай гипергеометрической теоремы Гаусса, которая утверждает, что
{\displaystyle \;_{2}F_{1}(a,b;c;1)={\frac {\Gamma (c)\Gamma (c-a-b)}{\Gamma (c-a)\Gamma (c-b)}}}
где {\displaystyle \;_{2}F_{1}} — гипергеометрическая функция, а {\displaystyle \Gamma (n+1)=n!} — гамма-функция. Если взять в тождестве Чжу — Вандермонда a = −n, получим
{\displaystyle {n \choose k}=(-1)^{k}{k-n-1 \choose k}}.
Тождество Роте — Хагена является дальнейшим обобщением данного тождества.

## Гипергеометрическое распределение вероятности
Если обе части тождества разделить на выражение слева, то сумма станет равной 1 и члены можно интерпретировать как вероятности.  Получающееся распределение вероятностей называется гипергеометрическим распределением.  Это распределение соответствует распределению вероятности числа красных шаров при выборке (без возвращения)  r шаров из урны, содержащей n красных и m синих шаров.